# Rue Audubon
La rue Audubon est une voie située dans le 12e arrondissement de Paris, en France.

## Origine du nom
La rue porte le nom du naturaliste américain d'origine française Jean-Jacques Audubon (1785-1851).

## Historique
La voie est créée sous le nom provisoire de « voie BA/12 » et prend sa dénomination actuelle par arrêté municipal du 14 mars 1990. 